# Paul Emmanuel Spieker
Paul Emmanuel Spieker (* 2. Oktober 1826 in Trarbach; † 28. November 1896 in Wiesbaden) war ein deutscher Architekt und Baubeamter.

## Leben
Seine Ausbildung, die er 1852 mit der Bauführerprüfung abschloss, erhielt Spieker an der Berliner Bauakademie. 1853 wurde er Mitglied im Architektenverein. Sein Referendariat absolvierte er bei Friedrich August Stüler und August Soller in Berlin sowie bei Carl Boos in Wiesbaden, bevor er 1859 die zweite Staatsprüfung zum Regierungsbaumeister (Assessor) ablegte und eine Anstellung bei der Regierung in Trier erhielt. 1864 wurde er Stadtbaumeister in Essen, 1867 Landbaumeister bei der Regierung in Koblenz und ging 1868 zur Bauabteilung des Handelsministeriums in Berlin. 1869 wurde er Bauinspektor in der Ministerial-Baukommission, 1873 Oberbauinspektor in Potsdam, 1874 Regierunds- und Baurat und 1878 Geheimer Regierungsrat und Vortragender Rat im Kultusministerium. Am 20. September 1880 wurde er Mitglied in der Akademie des Bauwesens. Weitere Stationen in der preußischen Beamtenhierarchie waren: Direktor der Hochbauabteilung vom 1. Oktober 1889 bis 11. September 1895, Präsident vom 1. Oktober 1892 bis 11. September 1895, Oberbaudirektor ab 9. November 1891. 1895 trat er aus gesundheitlichen Gründen in den vorzeitigen Ruhestand und übersiedelte nach Wiesbaden, wo er 1896 starb.
Spieker war stilistisch ein Vertreter der späten Schinkelschule und ist vor allem bekannt für seine Bauten für die Wissenschaft.

## Bauten
- 1858/59: Rekonstruktion der ev. Kirche in Trarbach
- 1868–1872: Strafgefängnis Plötzensee, Berlin (Entwurf gemeinsam mit Heinrich Herrmann, Bauleitung gemeinsam mit Otto Lorenz)[1]
- 1871–1873: Gebäude der Normal-Aichungskommission auf dem Gelände der Sternwarte Lindenstraße, Berlin (nicht mehr vorhanden)
- 1871–1874: Universitätsbibliothek (später: Kunsthistorisches Institut) der Friedrich-Wilhelm-Universität in der Dorotheenstraße 9 (heute: Nr. 28) in Berlin (Bauleitung Fritz Zastrau)[2]
- 1873–1877: Physiologisches Institut, Dorotheenstraße 35, Berlin (Bauleitung F. Zastrau/Kleinwächter; heute: Dorotheenstraße 96, Robert-Koch-Forum)[3]
- 1873–1878: Physikalisches Institut, Reichstagufer 7/8, Berlin (Bauleitung F. Zastrau/Moritz Hellwig; im Zweiten Weltkrieg stark zerstört)
- 1879: Neues Denkmal zur Erinnerung an die Schlacht bei Fehrbellin, auf dem Kurfürstenhügel bei Hakenberg (eingeweiht am Sedantag 1879)
- 1874: Parkanlage und Gebäude auf dem Telegrafenberg in Potsdam
- 1874: Dorfkirche Hakenberg
- 1876–1893: Institutsbauten und Observatorium für  astronomisch-geodätische Winkelmessungen (Helmertturm) am Königlich Preußischen Geodätischen Institut auf dem Telegrafenberg in Potsdam
- 1877/78: Rekonstruktion der Maria-Magdalenen-Kirche in Templin
- 1879–1883: Pharmakologisches Institut, Dorotheenstraße 34a, Berlin-Mitte (Bauleitung F. Zastrau/Kleinwächter)
- Ab 1885: Abt. I der Physikalisch-Technischen Reichsanstalt, Abbestraße, Berlin-Charlottenburg (Entwurf und Bau gemeinsam mit Carl Ferdinand Busse und Oberbauleitung des Gesamtkomplexes)
- 1888–1889: Urania-Gebäude mit Volkssternwarte (erhalten nur der ehemalige Vortragssaal), Invalidenstraße 58, Berlin[4]